# قاطع طريق (فلم)
قاطع طريق فيلم مصري من إنتاج عام 1959، بطولة هدى سلطان ورشدي أباظة وحسين رياض وإستفان روستي، إخراج حسن الصيفي.

## قصة الفيلم
«وحيد» له صديق يعمل في تجارة المخدرات اسمه «أبو العز»، يتولى «أبو العز» تدريب وحيد على لعب القمار حتى يفقد ثروته كلها، وبعد ذلك يعرض عليه، لإعادة ثروته، أن يشاركه في أعمال تهريب المخدرات، يتربص البوليس بهما، إلا أن وحيد يتسبب في قتل ابن عمه الضابط «جلال»، يشعر «وحيد» بالندم على فعلته فيصمم أن يقتل «الأسمر» قاتل ابن عمه، يخرج «الأسمر» من عصابة أبو العز ويسافر إلى الإسكندرية، يعلم وحيد بذلك فيسافر وراءه، ويطلق عليه الرصاص ويهرب عن طريق سيارة يوفقها في الطريق تقودها «جمالات» المطربة ومعها صديقها الكاتب «نامئ عرفي»، يتمكن «وحيد» من إيقافها بعد تهديد راكبيها، في منزل «جمالات» يروي «وحيد» لها قصته وبالتالي تروي «جمالات» ماضيها، يصل «أبو العز» لمنزل جمالات وفي نفس الوقت يصل البوليس ويتم القبض على أفراد عصابة «أبو العز»، ويعترف أحدهم أنه قاتل «الأسمر»، يفرج عن «وحيد» ويقرر أن يتزوج «جمالات».

## بطولة
- هدى سلطان: (جمالات)
- رشدي أباظة: (وحيد)
- حسين رياض: (نامئ عرفي - الكاتب)
- إستفان روستي: (أبو العز)
- توفيق الدقن: (أحد أفراد العصابة)
- عواطف يوسف: (ابنة الأسمر)
- محمد توفيق: (شوقي - أحد أفراد العصابة)
- إلهام زكي: (عفاف)
- ثريا فخري: (قوت القلوب)
- سوزي خيري: (راقصة)
- محاسن مرسي: (راقصة)
- محمود فرج: (أحد أفراد العصابة)
- رياض القصبجي: (الأسمر - أحد أفراد العصابة)
- عبد المنعم إسماعيل: (أحد أفراد العصابة)
- محمود لطفي
- أحمد شوقي

## فريق العمل
- إخراج: حسن الصيفي
- قصة وحوار: زكي صالح، إستفان روستي
- سيناريو : زكي صالح
- إنتاج: أفلام سميراميس
- توزيع: شركة أفلام الشرق الأوسط
- مونتاج: عبد المنعم توفيق
- موسيقى تصويرية: عطية شرارة
- مدير التصوير: ألفيزي أورفانيللي

## وصلات خارجية
- مقالات تستعمل روابط فنية بلا صلة مع ويكي بيانات

- صفحة الفيلم في قاعدة بيانات الأفلام العربية